# Lista de espécies de Cattleya
- Cattleya aclandiae Lindl., Edwards's Bot. Reg. 26: t. 48 (1840).
- Cattleya acuensis (Fowlie) Van den Berg, Neodiversity 3: 4 (2008).
- Cattleya alagoensis (V.P.Castro & Chiron) Van den Berg, Neodiversity 3: 4 (2008).
- Cattleya alaorii (Brieger & Bicalho) Van den Berg, Neodiversity 3: 4 (2008).
- Cattleya alvaroana (F.E.L.Miranda) Van den Berg, Neodiversity 3: 4 (2008).
- Cattleya amethystoglossa Linden & Rchb.f. ex R.Warner, Select Orchid. Pl.: t. 2 (1862).
- Cattleya angereri (Pabst) Van den Berg, Neodiversity 3: 4 (2008).
- Cattleya araguaiensis Pabst, Orquídea (Rio de Janeiro) 29: 9 (1967).
- Cattleya bicalhoi Van den Berg, Neodiversity 3: 4 (2008).
- Cattleya bicolor Lindl., Edwards's Bot. Reg. 22: t. 1919 (1836).
- Cattleya blumenscheinii (Pabst) Van den Berg, Neodiversity 3: 4 (2008).
- Cattleya boissieri R.Hogg, Gard. Year Book 15: 123 (1874).
- Cattleya bradei (Pabst) Van den Berg, Neodiversity 3: 5 (2008).
- Cattleya brevipedunculata (Cogn.) Van den Berg, Neodiversity 3: 5 (2008).
- Cattleya briegeri (Blumensch. ex Pabst) Van den Berg, Neodiversity 3: 5 (2008).
- Cattleya caulescens (Lindl.) Van den Berg, Neodiversity 3: 5 (2008).
- Cattleya cernua (Lindl.) Van den Berg, Neodiversity 5: 13 (2010).
- Cattleya cinnabarina (Bateman ex Lindl.) Van den Berg, Neodiversity 3: 6 (2008).
- Cattleya coccinea Lindl., Edwards's Bot. Reg. 22: t. 1919 (1836).
- Cattleya colnagoi (Chiron & V.P.Castro) Van den Berg, Neodiversity 3: 6 (2008).
- Cattleya conceicionensis (V.P.Castro & Campacci) Van den Berg, Neodiversity 3: 6 (2008).
- Cattleya crispa Lindl., Bot. Reg. 14: t. 1172 (1828).
- Cattleya crispata (Thunb.) Van den Berg, Neodiversity 3: 6 (2008).
- Cattleya dichroma Van den Berg, Neodiversity 3: 6 (2008).
- Cattleya dormaniana (Rchb.f.) Rchb.f., Gard. Chron., n.s., 1882(1): 216 (1882).
- Cattleya dowiana Bateman & Rchb.f., Gard. Chron. 1866: 922 (1866).
- Cattleya elongata Barb.Rodr., Gen. Spec. Orchid. 1: 72 (1877).
- Cattleya endsfeldzii (Pabst) Van den Berg, Neodiversity 3: 7 (2008).
- Cattleya esalqueana (Blumensch. ex Pabst) Van den Berg, Neodiversity 3: 7 (2008).
- Cattleya fidelensis (Pabst) Van den Berg, Neodiversity 3: 7 (2008).
- Cattleya flavasulina (F.E.L.Miranda & K.G.Lacerda) Van den Berg, Neodiversity 3: 7 (2008).
- Cattleya forbesii Lindl., Coll. Bot.: t. 37 (1826).
- Cattleya fournieri (Cogn.) Van den Berg, Neodiversity 3: 7 (2008).
- Cattleya gaskelliana (N.E.Br.) B.S.Williams, Orch.-Grow. Man., ed. 6: 182 (1885).
- Cattleya ghillanyi (Pabst) Van den Berg, Neodiversity 3: 7 (2008).
- Cattleya gloedeniana (Hoehne) Van den Berg, Neodiversity 3: 7 (2008).
- Cattleya gracilis (Pabst) Van den Berg, Neodiversity 3: 7 (2008).
- Cattleya grandis (Lindl.) A.A.Chadwick, Classic *[[s: 151 (2006).
- Cattleya granulosa Lindl., Edwards's Bot. Reg. 28: t. 1 (1842).
- Cattleya guttata Lindl., Edwards's Bot. Reg. 17: t. 1406 (1831).
- Cattleya harpophylla (Rchb.f.) Van den Berg, Neodiversity 3: 7 (2008).
- Cattleya harrisoniana Bateman ex Lindl., Edwards's Bot. Reg. 22: t. 1919 (1836).
- Cattleya hispidula (Pabst & A.F.Mello) Van den Berg, Neodiversity 3: 8 (2008).
- Cattleya hoehnei Van den Berg, Neodiversity 3: 8 (2008).
- Cattleya intermedia Graham ex Hook., Bot. Mag. 55: t. 2851 (1828).
- Cattleya iricolor Rchb.f., Gard. Chron., n.s., 1874(2): 162 (1874).
- Cattleya itambana (Pabst) Van den Berg, Neodiversity 3: 8 (2008).
- Cattleya jenmanii Rolfe, Bull. Misc. Inform. Kew 1906: 85 (1906).
- Cattleya jongheana (Rchb.f.) Van den Berg, Neodiversity 3: 8 (2008).
- Cattleya kautskyana (V.P.Castro & Chiron) Van den Berg, Neodiversity 3: 8 (2008).
- Cattleya kerrii Brieger & Bicalho, Bradea 2: 61 (1976).
- Cattleya kettieana (Pabst) Van den Berg, Neodiversity 3: 8 (2008).
- Cattleya kleberi (F.E.L.Miranda) Van den Berg, Neodiversity 5: 13 (2010).
- Cattleya labiata Lindl., Coll. Bot.: t. 33 (1824).
- Cattleya lawrenceana Rchb.f., Gard. Chron., n.s., 23: 338 (1885).
- Cattleya liliputana (Pabst) Van den Berg, Neodiversity 3: 9 (2008).
- Cattleya lobata Lindl., Gard. Chron. 1848: 403 (1848).
- Cattleya loddigesii Lindl., Coll. Bot.: t. 37 (1826).
- Cattleya longipes (Rchb.f.) Van den Berg, Neodiversity 3: 9 (2008).
- Cattleya lueddemanniana Rchb.f., Xenia Orchid. 1: 29 (1854).
- Cattleya luetzelburgii Van den Berg, Neodiversity 3: 9 (2008).
- Cattleya lundii (Rchb.f. & Warm.) Van den Berg, Neodiversity 3: 9 (2008).
- Cattleya luteola Lindl., Gard. Chron. 1853: 774 (1853).
- Cattleya mantiqueirae (Fowlie) Van den Berg, Neodiversity 3: 9 (2008).
- Cattleya marcaliana (Campacci & Chiron) Van den Berg, Neodiversity 3: 9 (2008).
- Cattleya maxima Lindl., Gen. Sp. Orchid. Pl.: 116 (1833).
- Cattleya mendelii Dombrain, Fl. Mag. (London), n.s., 1: t. 32 (1872).
- Cattleya milleri (Blumensch. ex Pabst) Van den Berg, Neodiversity 3: 9 (2008).
- Cattleya mirandae (K.G.Lacerda & V.P.Castro) Van den Berg, Neodiversity 3: 10 (2008).
- Cattleya mooreana Withner, Allison & Guenard in C.L.Withner, *[[s & Relatives 1: 95 (1988).
- Cattleya mossiae C.Parker ex Hook., Bot. Mag. 65: t. 3669 (1838).
- Cattleya munchowiana (F.E.L.Miranda) Van den Berg, Neodiversity 3: 10 (2008).
- Cattleya neokautskyi Van den Berg, Neodiversity 3: 10 (2008).
- Cattleya nobilior Rchb.f., Ill. Hort. 30: t. 485 (1883).
- Cattleya pabstii (F.E.L.Miranda & K.G.Lacerda) Van den Berg, Neodiversity 3: 10 (2008).
- Cattleya pendula (R.C.Mota, P.L.Viana & K.G.Lacerda) Van den Berg, Neodiversity 3: 10 (2008).
- Cattleya percivaliana (Rchb.f.) O'Brien, Gard. Chron., n.s., 20: 404 (1883).
- Cattleya perrinii Lindl., Edwards's Bot. Reg. 24: t. 2 (1838).
- Cattleya pfisteri (Pabst & Senghas) Van den Berg, Neodiversity 3: 10 (2008).
- Cattleya porphyroglossa Linden & Rchb.f., Allg. Gartenzeitung 24: 98 (1856).
- Cattleya praestans (Rchb.f.) Van den Berg, Neodiversity 3: 10 (2008).
- Cattleya presidentensis (Campacci) Van den Berg, Neodiversity 3: 10 (2008).
- Cattleya pumila Hook., Bot. Mag. 65: t. 3656 (1838).
- Cattleya purpurata (Lindl. & Paxton) Van den Berg, Neodiversity 3: 10 (2008).
- Cattleya pygmaea (Pabst) Van den Berg, Neodiversity 3: 11 (2008).
- Cattleya quadricolor Lindl., Paxton's Fl. Gard. 1: 6 (1850).
- Cattleya reginae (Pabst) Van den Berg, Neodiversity 3: 11 (2008).
- Cattleya rex O'Brien, Gard. Chron., III, 1890(2): 684 (1890).
- Cattleya rupestris (Lindl.) Van den Berg, Neodiversity 3: 11 (2008).
- Cattleya sanguiloba (Withner) Van den Berg, Neodiversity 3: 11 (2008).
- Cattleya schilleriana Rchb.f., Allg. Gartenzeitung 25: 335 (1857).
- Cattleya schofieldiana Rchb.f., Gard. Chron., n.s., 1882(2): 808 (1882).
- Cattleya schroederae (Rchb.f.) Sander, Gard. Chron., III, 4: 94 (1888).
- Cattleya sincorana (Schltr.) Van den Berg, Neodiversity 3: 11 (2008).
- Cattleya storeyi H.G.Jones, Brenesia 10-11: 123 (1977).
- Cattleya tenebrosa (Rolfe) A.A.Chadwick, Classic *Cattleyas: 157 (2006).
- Cattleya tenuis Campacci & Vedovello, Circulo Paulista de Orquidofilos 1: 1 (1983).
- Cattleya teretecaulis (Hoehne) Van den Berg, Neodiversity 3: 11 (2008).
- Cattleya tigrina A.Rich., Portef. Hort. 2: 166 (1848).
- Cattleya trianae Linden & Rchb.f., Wochenschr. Gärtnerei Pflanzenk. 3: 67 (1860).
- Cattleya vandenbergii Fraga & Borges, Neodiversity 3(2): 21 (2008).
- Cattleya velutina Rchb.f., Gard. Chron. 1870: 147, 1373 (1870).
- Cattleya verboonenii (F.E.L.Miranda) Van den Berg, Neodiversity 3: 11 (2008).
- Cattleya violacea (Kunth) Rolfe, Gard. Chron., III, 5: 802 (1889).
- Cattleya virens (Lindl.) Van den Berg, Neodiversity 3: 11 (2008).
- Cattleya viridiflora (Verola & Semir) Van den Berg, Neodiversity 3: 12 (2008).
- Cattleya walkeriana Gardner, London J. Bot. 2: 662 (1843).
- Cattleya wallisii (Linden) Rollison, Cat. (Rollisson) 1875-1876: 11 (1875).
- Cattleya warneri T.Moore ex R.Warner, Select Orchid. Pl.: t. 8 (1862).
- Cattleya warscewiczii Rchb.f., Bonplandia (Hannover) 2: 112 (1854).
- Cattleya wittigiana (Barb.Rodr.) Van den Berg, Neodiversity 3: 12 (2008).
- Cattleya xanthina (Lindl.) Van den Berg, Neodiversity 3: 12 (2008).